# Kuriyagawa Hakuson

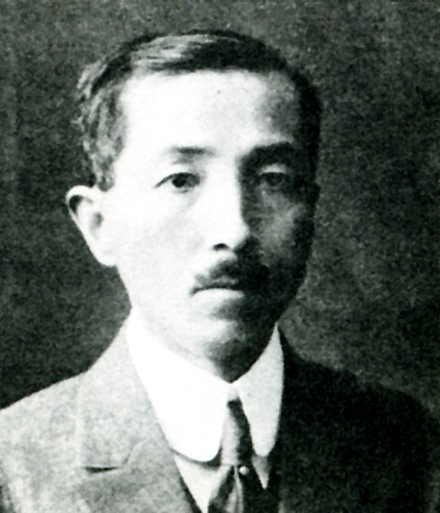
Kuriyagawa Hakuson

Kuriyagawa Hakuson (japanisch 厨川 白村; geboren 19. November 1880 in Kyōto; gestorben 2. September 1923 in Kamakura (Präfektur Kanagawa)) war ein japanischer Literaturkritiker und Kenner der englischen Literatur.

## Leben und Wirken
Kuriyagawa Hakuson machte 1904 seinen Studienabschluss an der Universität Tokio im Fach Englische Literatur, und zwar als Jahrgangsbester. So ist es nicht verwunderlich, dass er das Vorbild für die Figur des Ono (小野) in Natsume Sosekis „Gubi jinsō“ (虞美人草) – „Klatschmohn“ gewesen sein soll. Er war Lehrer an der „Gokō“ und „Sankō“ und wurde dann Professor an der Universität Kyōto und hat so viele junge Menschen beeinflusst. Er starb in Kamakura, weil er dort beim Großen Kantō-Erdbeben von dem damit verbundenen Tsunami mitgerissen wurde.
Unter dem Einfluss von Lafcadio Hearn und Ueda Bin veröffentlichte Kuriyagawa „Kindai bungaku jū-kō“ (近代文学十講) – „Zehn Lektionen zur modernen Literatur“ (1912), wobei er auf gut verständliche Weise die literarischen Gedanken des modernen Westeuropas darstellte und viele Leser gewann. 1915 musste ihm wegen einer Brandwunde das linke Bein amputiert werden. Er wandte sich allmählich der Zivilisationskritik zu, mit der Absicht, das Verhältnis von Kunst und Gesellschaft zu verbessern: „Zōge no tō o dete“ (象牙の塔を出て) – „Den Elfenbeinturm verlassen“ 1920, „Kindai no ren’ai-kan“ (近代の恋愛観) – „Moderne Sicht auf die Liebe“ (1922).
Kuriyamas Texte sind ziemlich gefühlvoll, aber gut formuliert, so dass sie von den jungen Menschen der Taishō-Zeit gerne gelesen wurden. Es ist bedauerlich, dass die einst erschienenen Bücher nicht mehr verfügbar und in Vergessenheit geraten sind. 
Seine Werke sind in „Kuriyagawa Hakuson Complete Works“ (厨川白村全集) in 6 Bänden zusammengefasst.

## Hinweise
1. 1 2  „Gokō“ (五高) und „Sankō“ (三高) sind die üblichen Abkürzungen für die 5. Höhere Schule (第五高等学校 Daiichi kōtō gakkō) in Yamagata und für die 3. in Kyōto. Es waren zwei von mehreren höheren Schulen im Lande Anfang des 20. Jahrhunderts, die die ersten Semester eines Universitätsstudiums lehrten.